# Plasma Science and Fusion Center

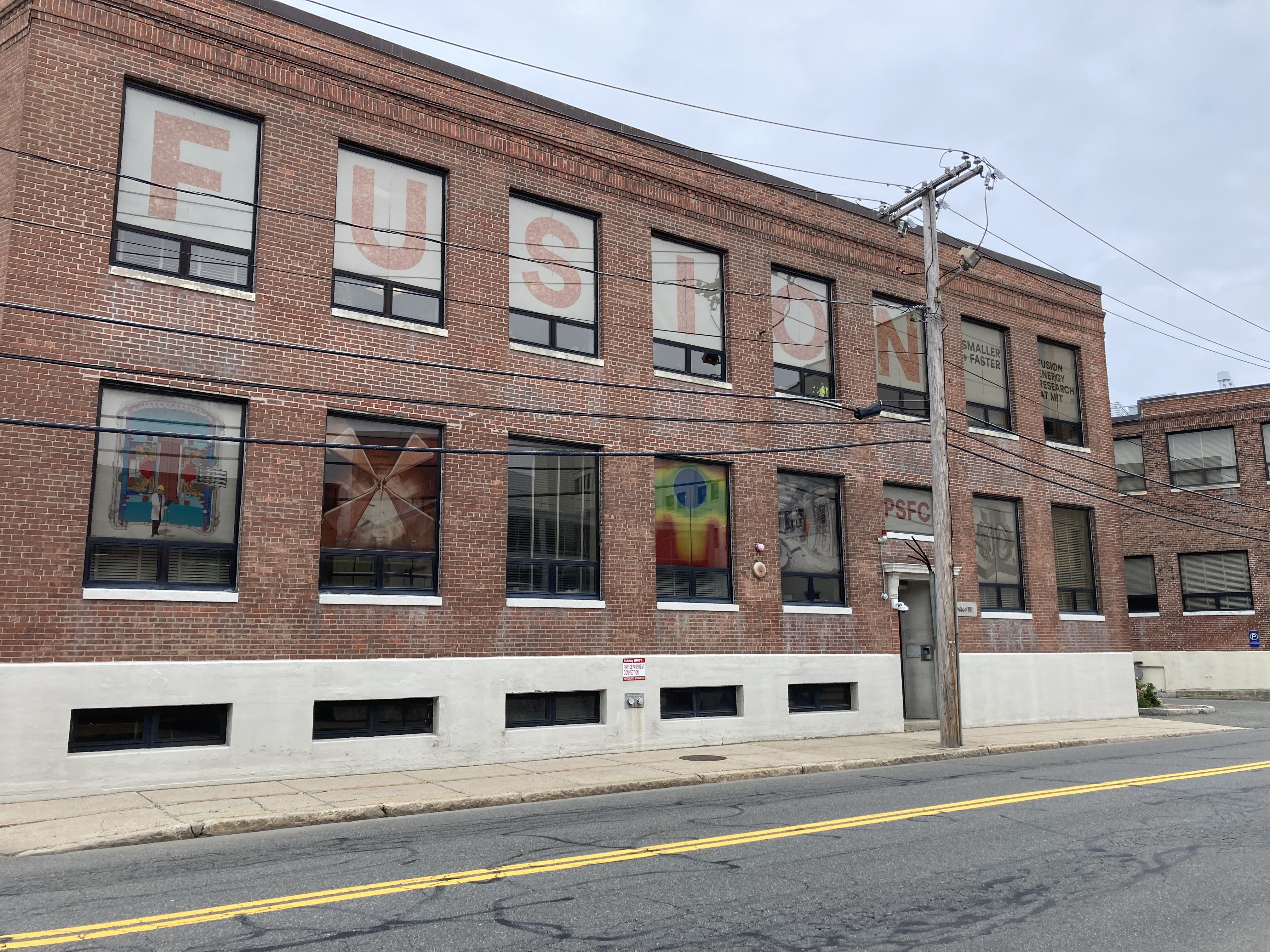
MIT Plasma Science and Fusion Center presso l'edificio NW17 del MIT

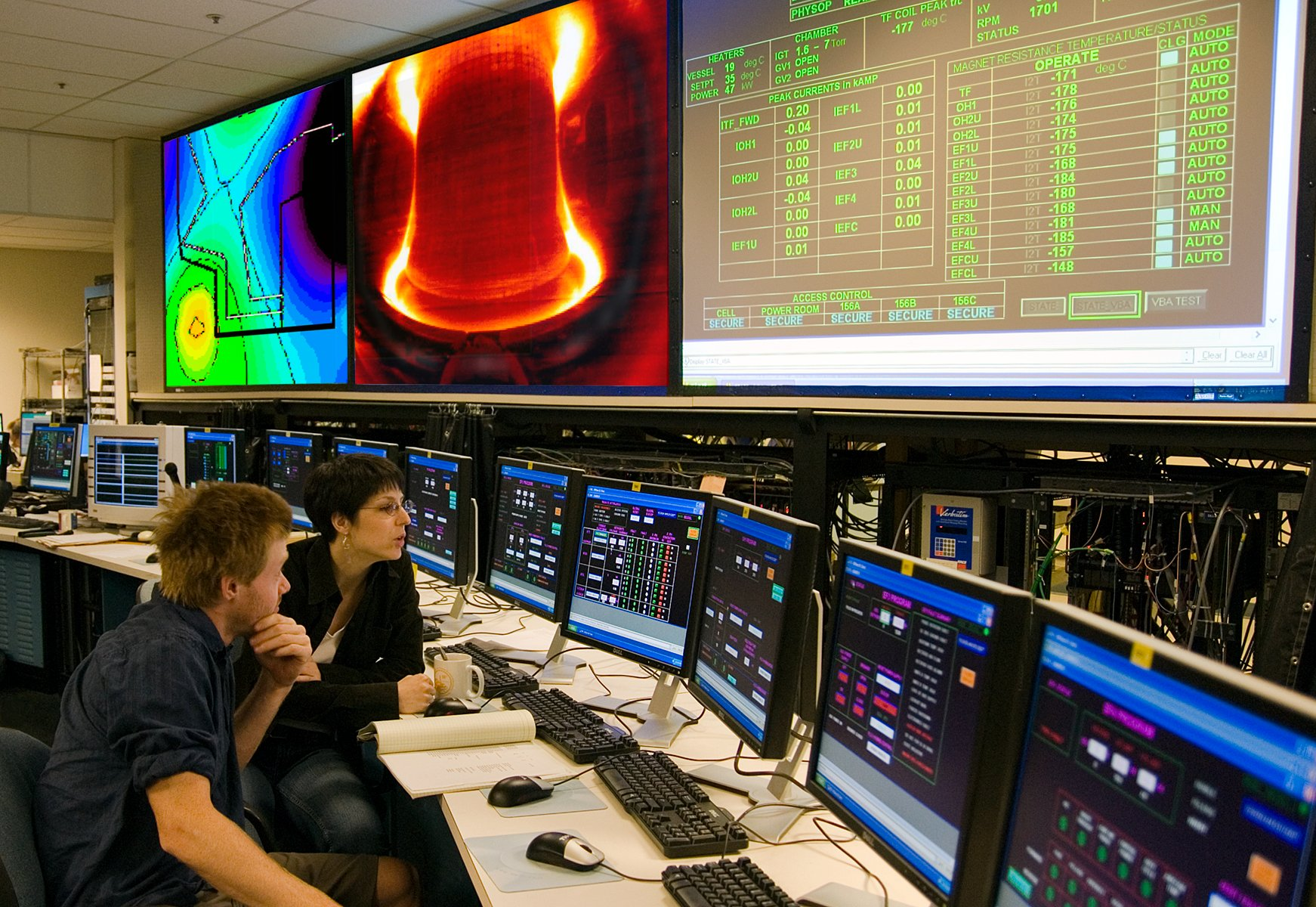
Sala di controllo del tokamak Alcator C-Mod presso il MIT Plasma Science and Fusion Center.

Il Plasma Science and Fusion Center, abbreviato come PSFC, è un centro di ricerca universitario del Massachusetts Institute of Technology (MIT) che si occupa dello studio dei plasmi e degli aspetti scientifico-tecnologici della fusione nucleare.
Fu fondato nel 1976 con il nome di Plasma Fusion Center (PFC) su richiesta e con la collaborazione del Dipartimento dell'Energia degli Stati Uniti. Il progetto originariamente sovvenzionato prevedeva la costruzione e la messa in opera di un reattore tokamak chiamato Alcator A, il primo di una serie di piccoli tokamak ad alto campo magnetico, cui seguirono Alcator C (nel 1978) e Alcator C-Mod, che fu operativo dal '93 al 2016.
Nel 2016, il valore progettuale della pressione raggiunse le 2,05 atmosfere, un salto del 15% rispetto al precedente record di 1,77 atmosfere con una temperatura del plasma di 35 milioni di gradi C, che era capace di alimentare per 2 secondi 600 trilioni di reazioni di fusione. L'ottenimento di questo traguardo coinvolse un campo magnetico di 5,7 tesla e fu raggiunto nel suo ultimo giorno di attività.
Nel 2018, la PSFC iniziò a sviluppare la fase concettuale della progettazione di un tokamak SPARC, in collaborazione con la società Commonwealth Fusion Systems . SPARC si propone di utilizzare una nuova generazione di magneti superconduttori di tipo YBCO per ottenere energia di fusione netta all'interno di un dispositivo molto più compatto, economico e realizzabile in tempi rapidi.